# تاغليو دي بو
تاغليو دي بو (بالإيطالية: Taglio di Po)‏ هي بلدية في مقاطعة مقاطعة رفيغة في منطقة فنيتة الإيطالية. وتقع على بعد 50 كيلومترًا (31 ميلًا) جنوب مدينة البندقية، و35 كيلومترًا (22 ميلًا) شرق رفيغة.